# Chastanier
Chastanier (okcitán nyelven Chastanhièr) község Franciaország déli részén, Lozère megyében. 2011-ben 93 lakosa volt.

## Fekvése
Chastanier a Margeride-hegység keleti előterében fekszik, Langogne-tól 10 km-re nyugatra,  1080 méteres (a községterület 952-1169 méteres) tengerszint feletti magasságban, a Chapeauroux és a Clamouse összefolyásánál. A községterület 20%-át (203 hektár) borítja erdő.
Nyugatról Saint-Jean-la-Fouillouse, északnyugatról Auroux, északról Naussac, keleről Rocles, délről pedig Pierrefiche községekkel határos.
A községen keresztülhalad a Langogne-t Auroux-val (5 km) összekötő D34-es megyei út.
A községhez tartozik Bessettes, Les Moulins és Villevieillette.

## Története
A falu a történelmi Gévaudan tartományhoz tartozott. A 12. században a langogne-i apátsághoz tartozott.

### Demográfia
| Év   | Lakosság |
| ---- | -------- |
| 1793 | 250      |
| 1851 | 270      |
| 1876 | 257      |
| 1901 | 257      |
| 1936 | 240      |

| Év   | Lakosság |
| ---- | -------- |
| 1946 | 206      |
| 1954 | 181      |
| 1962 | 169      |
| 1968 | 140      |

| Év   | Lakosság |
| ---- | -------- |
| 1975 | 118      |
| 1982 | 106      |
| 1990 | 113      |
| 1999 | 89       |
| 2010 | 92       |

## Nevezetességei
- A Saint-Jacques templom a 11. század végén épült román stílusban.
- A temetőben álló gránitkeresztet 1635-ben állították.
- A Fontfroide-kastély a 17. században épült.

## Kapcsolódó szócikk
- Lozère megye községei